# Syed Ishtiaq Ahmed
Syed Ishtiaq Ahmed (16 janvier 1932 - 12 juillet 2003) était un avocat et constitutionnaliste bangladais. Il a été procureur général du Bangladesh. Il a été conseiller juridique auprès du gouvernement intérimaire non partisan pendant deux mandats successifs.

## Jeunesse et éducation
Ahmed et sa famille étaient originaires de Ghazipur, dans l'actuel Uttar Pradesh, en Inde. Il avait quatre frères aînés et un cadet. Il a fait ses études primaires à la Ramanath High English School à Hili, Dakshin Dinajpur, où son père, Syed Zafar Ahmed, avait une entreprise,. Il a également étudié à la médersa de Calcutta, au Bengale occidental.
Ahmed a passé le baccalauréat et l'examen intermédiaire de l'école Mymensingh Zilla en 1948 et du Dacca College en 1950,. Il a obtenu sa licence et sa maîtrise en économie à l'université de Dacca en 1953 et 1954 respectivement. Il a obtenu sa deuxième maîtrise en économie à la London School of Economics en 1958.

## Carrière
Ahmed a rejoint l'Honorable Société de Lincoln's Inn et est devenu avocat en 1958,. Il a ensuite enseigné dans une école secondaire de Londres jusqu'à son retour au Bangladesh en 1960. Il a travaillé au cabinet de l'avocat ATM Mustafa à Ramkrishna Mission Road à Dacca. Il a commencé à pratiquer le droit à la Haute Cour du Pakistan oriental.
Ahmed a été nommé procureur général supplémentaire en 1972 et procureur général en 1976. Il a été le représentant permanent du Bangladesh auprès des Nations unies en 1978. Il a été recruté comme membre du Groupe international d'observateurs électoraux et a surveillé les élections nationales au Sri Lanka, au Népal et aux Maldives. Il a été conseiller du gouvernement intérimaire du Bangladesh en 1991 et à nouveau en 2001. Il a été élu deux fois président de l'Association du barreau de la Cour suprême, en 1978-79 et 1989-90.
Ahmed a enseigné le droit à l'université de Dacca à temps partiel de 1961 à 1968 et a servi l'université en tant que conseiller juridique principal de 1972 à 1991. Il a créé « Syed Ishtiaq Ahmed & Associates (SIA&A) ».
Ahmed a été président du Rotary Club de Dacca Nord, membre à vie de l'académie Bangla, de l'société asiatique du Bangladesh, du Bangladesh Itihas Parisad, du conseil d'administration du centre pour le dialogue politique.

## Vie privée
Ahmed a épousé Sufia Ibrahim (en) en juin 1955. C'est une universitaire et la première femme professeur national du Bangladesh. Ensemble, ils ont eu un fils, Syed Refaat Ahmed (né en décembre 1959), juge, et une fille, Tasneem Raina Fateh, médecin,.
Ahmed souffrait de diabète, d'anémie et d'encéphalopathie. Il est décédé de complications liées à la vieillesse à l'hôpital BIRDEM de Dacca le 12 juillet 2003.
Le 18 juillet 2004, sa femme a créé un fonds d'affectation spéciale intitulé « Barrister Syed Ishtiaq Ahmed Memorial Foundation à la société asiatique du Bangladesh.